# Каубойски ботуши
Каубойски ботуши са обувки, носени от каубоите. Това което ги отличава от другите ботуши са високото скосено токче и заобленото или заострено бомбе, често с метален връх. Каубойските ботуши са без цип или връзки. На токчето се слагат шпори. За изработката им се използва кожа от крава, но са изработвани и от екзотични кожи - на змии, алигатори, бизони и други.

## История
През периода 1866–1884 заплащането на каубоите става по-добро благодарение на повишаването на цените на месото. Това позволява на каубоите да инвестират във високо качество седла и ботуши, изработени от фина кожа. Преди това те са били достъпни само за висшите общества. От 1850 до 1860 година в модните списания могат да се видят каубойски ботуши с различни декорации и изрязване на геометрични форми по тях. Така в средата на XIX век е въведен съвременният каубойски ботуш. Преди индустриална революция всеки чифт ботуши е правен на ръка.
Днес каубойските ботуши се правят от всякакъв вид кожа и във всички възможни цветове.